# Árstíðir

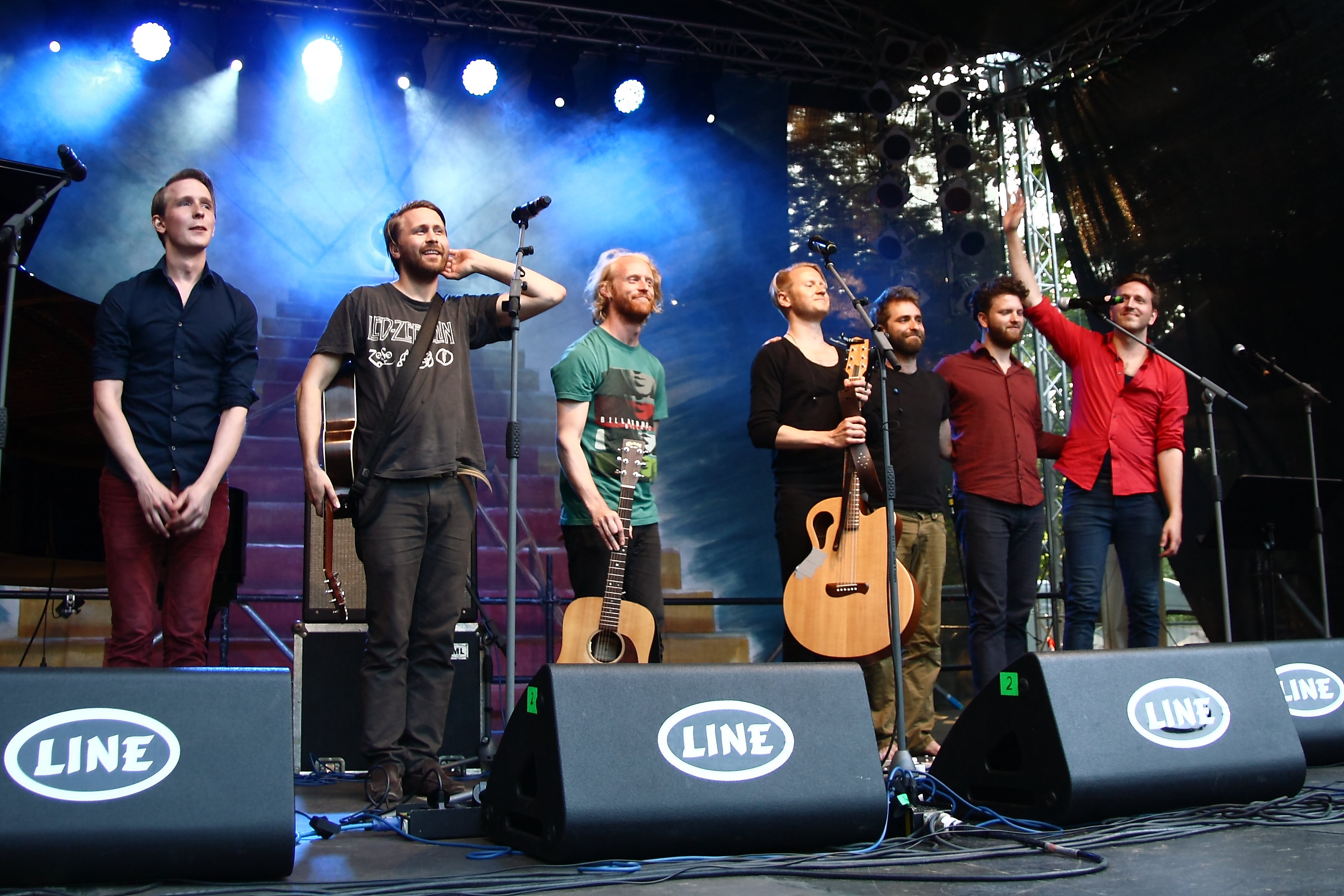
Árstíðir auf dem TFF Rudolstadt 2013

Árstíðir (isl. für Jahreszeiten) ist eine isländische Indie-Folk-Band mit Elementen aus der klassischen Musik, dem Progressive Rock und dem Minimalismus. Was die Band neben dem Genre-Mix ihrer Musik besonders auszeichnet ist die Tatsache, dass alle Mitglieder singen.

## Geschichte
Die Band wurde 2008 in Reykjavík als Trio bestehend aus Daniel Auðunsson (Gitarre), Gunnar Már Jakobsson (Gitarre) und Ragnar Ólafsson (Baritongitarre),  gegründet. Bei den Aufnahmen des ersten Albums Árstíðir kamen Hallgrímur Jónas Jensson (Cello) und Jón Elísson (Klavier) dazu. 2010 wurde die Band mit Karl James Pestka (Violine) zum Sextett. Ende 2013 verabschiedeten sich Jón Elísson und Hallgrímur Jónas Jensson von Árstíðir und das verbleibende Quartett arrangierte sich neu.
Árstíðir besteht derzeit (2015) aus Karl James Pestka (Violine), Gunnar Már Jakobsson (Baritongitarre), Daniel Auðunsson (Gitarre) und Ragnar Ólafsson (Klavier). Live werden sie von einem Cellisten unterstützt. Seit ihrer Gründung ist die Band Independent. Sie haben in Island ihre eigene Plattenfirma und haben in Deutschland einen Partnervertrag mit Beste Unterhaltung. Im August 2017 haben die Isländer einen weltweiten Vertrag beim französischen Label Season of Mist unterschrieben.
2014 nahmen sie ihr drittes Studioalbum Hvel auf, das erfolgreich über die Crowdfunding-Plattform Kickstarter finanziert wurde und 2015 erschien. Michael Büttgen schrieb dazu auf der Online-Prog-Rock-Enzyklopädie Babyblaue Seiten „[…] wenn ich […] den Google-Übersetzter befrage (mein Isländisch ist etwas eingerostet), spuckt dieser mir ‚Hemispheres‘ aus. Mag nun richtig sein oder nicht, aber es ist immerhin der Name eines Rush-Albums. Es MUSS also Prog sein und darf hier auf den Seiten besprochen werden. Der Sound von Árstíðir ist eine feine Kombination von Folkrock der Marke Simon & Garfunkel und schwebendem Postrock a la Sigur Rós, eingebettet in eine melancholische Atmosphäre, wie sie einst die Australier Dead Can Dance erschaffen haben.“ Er bewertete das Album mit 12 von 15 möglichen Punkten.

## Diskografie
- 2009: Árstíðir (Album)
- 2009: Live at Fríkirkjan (EP)
- 2011: Svefns og vöku skil (Album)
- 2012: Tvíeind (Remix EP)
- 2015: Hvel (Album)
- 2016: Verloren verleden (mit Anneke van Giersbergen)
- 2018: Nivalis (Album)
- 2018: Garðurinn Minn (mit Magnús Þór Sigmundsson)
- 2022: Pendúll (Album)